# Residuo radiactivo

Producción y gestión de residuos en una central nuclear.

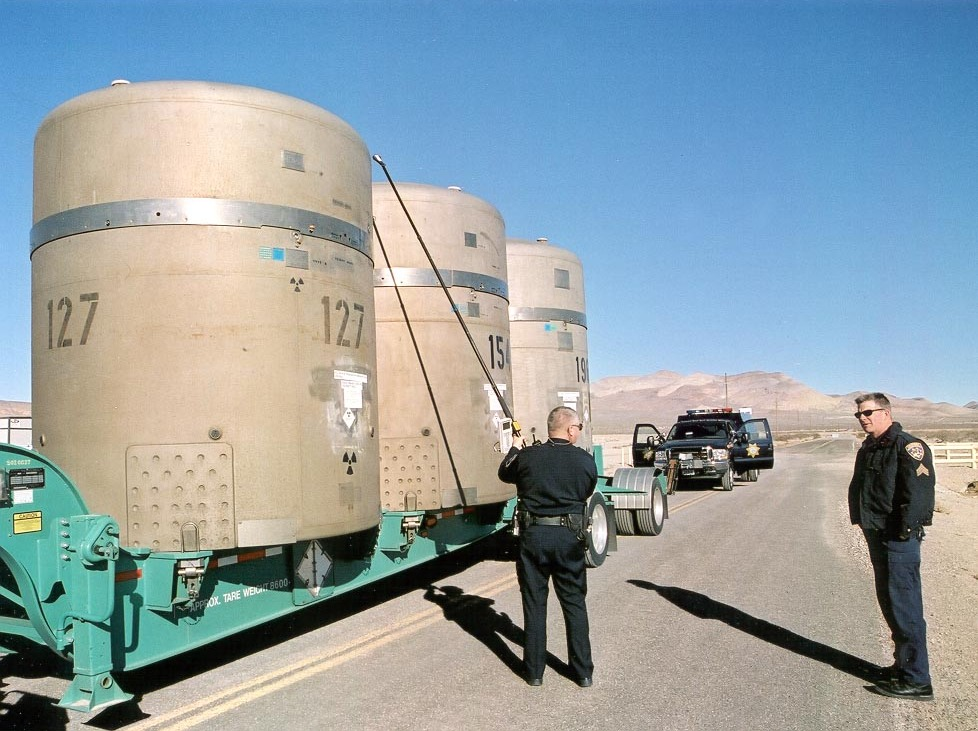
Envases con residuos nucleares transuránidos.

Los residuos radiactivos son residuos que contienen elementos químicos radiactivos que no tienen un propósito práctico. Es frecuentemente el subproducto de un proceso nuclear, como la fisión nuclear. El residuo también puede generarse durante el proceso de combustible para los reactores o armas nucleares o en las aplicaciones médicas como la radioterapia o la medicina nuclear.

## Regulación
En España, el concepto de residuo radiactivo está definido en la ley sobre energía nuclear como "cualquier material o producto de desecho, para el cual no está previsto ningún uso, que contiene o está contaminado con radionucleidos en concentraciones o niveles de actividad superiores a los establecidos por el Ministerio de Industria y Energía, previo informe del Consejo de Seguridad Nuclear."
El Consejo de Seguridad Nuclear (CSN) es la institución española independiente de la Administración General del Estado, con personalidad jurídica y patrimonio propio, que tiene como fin primordial velar por la seguridad nuclear y la protección radiológica de las personas y del medio ambiente. Su estructura, funciones, competencias y organización fueron ampliamente modificadas en octubre de 2007 con la reforma de su Ley de Creación.
ENRESA es una entidad pública empresarial española que tiene como misión hacerse cargo de la gestión de los residuos radiactivos que se generan en el país, así como del desmantelamiento de las instalaciones nucleares. Fue creada a partir de una decisión del Parlamento, mediante el Real Decreto 1522/1984 de 4 de julio. Es una empresa pública, sin ánimo de lucro, cuyos accionistas son el Centro de Investigaciones Energéticas, Medioambientales y Tecnológicas (CIEMAT) y la Sociedad Estatal de Participaciones Industriales (SEPI).

## Clasificación
Los residuos radiactivos, se pueden clasificar por motivos de gestión en:
- Residuos desclasificables (o exentos): No poseen una radiactividad que pueda resultar peligrosa para la salud de las personas o el medio ambiente, en el presente o para las generaciones futuras. Pueden utilizarse como materiales convencionales. Pueden ser los residuos NORM caracterizados como desclasificados.

- Residuos de baja actividad: poseen radiactividad gamma o beta en niveles menores a 0,04 GBq/m³ si son líquidos, 0,00004 GBq/m³ si son gaseosos, o la tasa de dosis en contacto es inferior a 20 mSv/h si son sólidos. Solo se consideran los de esta categoría si además su periodo de semidesintegración es inferior a 30 años o bien son emisores alfa con una concentración muy baja. Suelen almacenarse en almacenamientos superficiales.

- Residuos de media actividad: Poseen una radioactividad similar a los residuos de baja actividad, es decir muy inferior 20 mSv/h, pero su periodo de semidesintegración es superior a los 30 años, lo cual hace que tengan prioridad. Deben almacenarse en almacenamientos superficiales.

- Residuos de alta actividad o alta vida media: todos aquellos materiales emisores de radiactividad alfa y aquellos materiales emisores beta o gamma que superen los niveles impuestos por los límites de los residuos de media actividad. También todos aquellos cuyo periodo de semidesintegración supere los 30 años (por ejemplo los actínidos minoritarios), deben almacenarse en almacenamientos geológicos profundos (AGP).

En España, desde el punto de vista de su gestión final, la clasificación de residuos radiactivos en España tal y como se refiere en los sucesivos informes nacionales sobre la Convención para la Seguridad de la Gestión del Combustible Gastado y de los Residuos Radiactivos (Convención Conjunta), consta de las siguientes categorías:
- Residuos de muy baja actividad (vida corta y media).
- Residuos de muy baja actividad (vida larga).
- Residuos de baja y media actividad (vida corta y media).
- Residuos de baja y media actividad (vida larga).
- Residuos de alta actividad.

## Composición
Los residuos  nucleares, cuyo aspecto es igual al del combustible nuevo, emiten radiaciones alfa, beta y gamma, además de generar calor como consecuencia de la desintegración radiactiva. Además, contienen diferentes sustancias que desarrollan su radiactividad independientemente, lo que dificulta el tratamiento de los residuos. Por ejemplo, aunque el principal elemento sea el uranio (95% de los residuos), son los productos de fisión del combustible (2% de los residuos) los que mantienen mayor actividad durante los primeros 150-200 años. Entre estos residuos se encuentran también el plutonio 240 [cita requerida], que tiene un período de semidesintegración de aproximadamente 6600 años [cita requerida]; y el neptunio 237, con un período de 2.130.000 años.

## Caracterización radiológica
La caracterización radiológica de los residuos consiste en comprobar si su contenido radiactivo es o no inferior a los niveles de desclasificación. Si el contenido radiactivo es inferior o igual a los niveles de desclasificación, los residuos se consideran desradiactivos y podrán ser gestionados por las vías convencionales habituales, de acuerdo con la normativa legal que les sea de aplicación.
De esta forma, cuando los residuos se hayan caracterizado como radiactivos y, por tanto, deban ser gestionados como residuos radiactivos, el titular de la instalación o actividad debe transferir estos residuos a Enresa, y establecer los acuerdos en los que se determinen las obligaciones de cada parte en cada etapa de la gestión de los mismos.

## Transporte

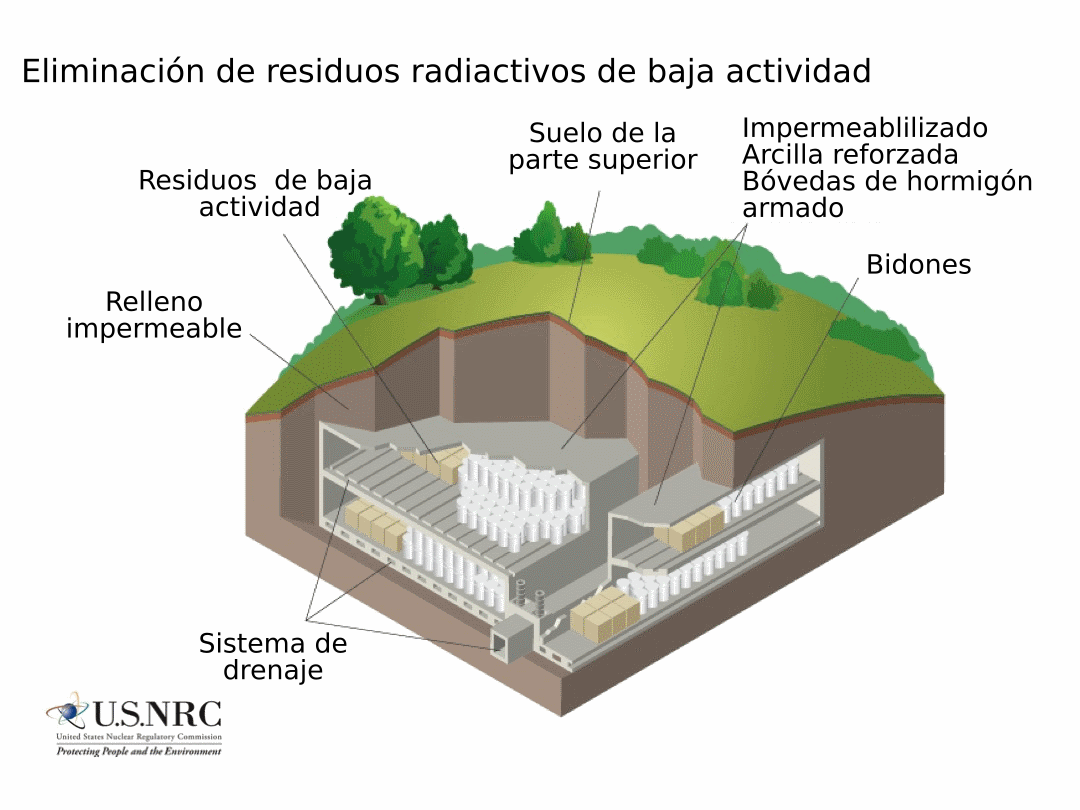
Diagrama de una instalación para el almacenamiento de residuos radiactivos de baja actividad

Se genera un peligro importante en el transporte de los residuos desde las centrales nucleares al almacén temporal centralizado. Este transporte solo se puede realizar en el interior de unos grandes cilindros de metal extremadamente resistentes.

## Almacenamiento
Los residuos de alta actividad requieren sistemas de gestión que garanticen su aislamiento y confinamiento. Las dos opciones que existen para su almacenamiento son el almacenamiento temporal prolongado y el almacenamiento definitivo a gran profundidad. El almacenamiento temporal prolongado permite guardar el combustible entre 100 y 300 años y puede llevarse a cabo con tecnología existente en la actualidad mediante los almacenes temporales centralizados. Respecto a la segunda opción, el almacenamiento geológico profundo, aún ha de demostrarse que sea efectivo para periodos extremadamente largos o al menos similares a los del almacenamiento temporal prolongado.
Los residuos de media y baja actividad suelen enterrarse superficialmente. En el caso español esto se hace en El Cabril, situado en Sierra Albarrana, Hornachuelos (Córdoba).